# Angus MacInnes
Angus MacInnes, auch Angus McInnes, (* 27. Oktober 1947 in Kanada; † 23. Dezember 2024) war ein kanadischer Schauspieler.

## Leben
MacInnes begann seine Tätigkeit als Schauspieler 1975 mit einer kleinen Rollen in dem Film Rollerball. Bis 2016 war er in mehr als 75 weiteren Film- und Fernsehproduktionen zu sehen. Von besonderer Bedeutung war sein Auftritt als Y-Flügler-Pilot Gold Eins in dem 1977 veröffentlichten Filmklassiker Krieg der Sterne. Seine Szenen hieraus wurden 2016 für Rogue One: A Star Wars Story digital erneut ausgewertet. Weitere größeren Rollen übenrahm er in Der einzige Zeuge (1985) und Judge Dredd (1995).
MacInnes starb im Alter von 77 Jahre im Kreise seiner Familie. Er war mehrfacher Vater und Großvater.

## Filmografie (Auswahl)
- 1977: Star Wars
- 1978: Der wilde Haufen von Navarone (Force 10 from Navarone)
- 1980: Atlantic City, USA
- 1983: Avanaida – Todesbiss der Satansviper (Spasms)
- 1984: Der Zeuge der Nacht (Bedroom Eyes)
- 1985: Der einzige Zeuge (Witness)
- 1986: Half Moon Street
- 1988: The Rescue
- 1989: Liebe, Stress und Fieberkurven (Gross Anatomy)
- 1992: Die Chaoten-Spione (Code Name: Chaos)
- 1995: Judge Dredd
- 1998: Raumstation Unity (Space Island One, Fernsehserie)
- 2001: The 51st State
- 2002: Der Stellvertreter (Amen.)
- 2006: The Black Dahlia
- 2006: The Big One – Das große Beben von San Francisco (Living the Quake)
- 2007: Unsichtbarer Feind (Flight of Fury)